# Witzleben
Witzleben là một đô thị ở huyện Ilm thuộc bang Thüringen, Đức. Đô thị này có diện tích 22,6 km², dân số thời điểm 31 tháng 12 năm 2006 là 706 người.